# Arthur Reid
Arthur „Duke“ Reid (1915–1975) byl jamajský hudební producent, zakladatel labelu a studia Treasure Isle. Zásadním způsobem se podílel na vývoji jamajské hudby.

## Životopis
Bývalý policista se do hudebního průmyslu zapojil jako disc-jockey pro vlastní soundsystém Trojan v polovině 50. let. Specializoval se na pouštění amerického r'n'b, jazzu a soulu. V důsledku soutěžení o zájem posluchačské obce se začal věnovat produkci nahrávek jamajských zpěváků, zprvu exkluzivně pro svůj soundsystém, později pro běžný provoz. Přes prvotní váhání se stal úspěšným producentem nového stylu zvaného ska. Mimo jiné pro něj nahrával Derrick Morgan, Stanger Cole, The Skatalites, Justin Hinds, Alton Ellis a Phyllis Dillon. Svou vášeň pro soul nejlépe zúročil v období rocksteady, kdy v počtu hitů převálcoval i svého věčného rivala Coxsona Dodda. Po nástupu reggae již jeho vliv upadal, byť mnohokrát zabodoval s nahrávkami raných dj's U-Roye a Dennis Alcapone. V sedmdesátých letech onemocněl rakovinou a ještě než zemřel, prodal své studio Sonie Pottinger.

## Vyznamenání
- komandér Řádu distinkce in memoriam – Jamajka, 15. října 2007[1]